# عبد الرحمن كنانا
عبد الرحمن كنانا سياسي صومالي شغل منصب أول رئيس للجمعية التشريعية لشرق أفريقيا من 2001 إلى 2006. شغل منصب الأمين العام للحزب الحاكم الحزب الثوري منذ عام 2012.

## خلفية
خدم كنانا في القوات المسلحة التنزانية لمدة 20 عامًا قبل تقاعده برتبة عقيد عام 1992. كما شغل منصب نائب وزير الخارجية ووزير الدفاع. كان عضوا في البرلمان التنزاني عن دائرة أروشا لمدة 10 سنوات. انتقل والد كنانا إلى تنزانيا عندما كان طفلاً وينحدر من عشيرة شيخال الصومالية.